# Pernille Schrøder
Pernille Schrøder (født 3. april 1964) er en dansk skuespiller, der især er kendt som revyskuespiller, men også har spillet andre teaterformer og medvirket i film og tv-produktioner.
Schrøder er selvlært som skuespiller og indledte sin karriere i underholdningsverdenen som sangerinde i forskellige orkestre samt i Studenterrevyen i København i 1980'erne. Revyengagementerne fortsatte i Brændegårdshaven ved Svaneke i 1990 og senere i Asserbo i Sandkroens Sommerrevy i 1993, fulgt af Græsted Revyen de følgende to år. Hendes teaterdebut kom i 1998, hvor hun medvirkede i stykket Rigtige piger ta'r penge for det på Nørrebros Teater. Siden har hun spillet på en række københavnske scener, ofte i komiske og/eller musikalske opsætninger. Således har hun spillet med i Det Ny Teaters opsætning af Cats i 2003 og andre musicals som Chicago, Mød mig på Cassiopeia og Mamma Mia!, lige som hun har spillet cabaret. 
Hendes revykarriere har efter de første år omfattet syv år i Cirkusrevyen (1997-2003), hvorfra hun i 1998 blev kåret som årets revykunstnere, samt et par år i Nykøbing F. Revyen, og i de senere år Tobakskuller i Esbjerg. På film har Pernille Schrøder blandt andet spillet Puk i Askepop - the movie og Vivi i tv-serien Kaos i opgangen på TV3 i 1997. 
På det seneste har Schrøder genoptaget at tage ud og optræde som sanger i orkester, og hun har samlet nogle musikere i Schrøders Showtime Band.

## Filmografi
- Kaos i opgangen (tv-serie, 1997)
- Klinkevals (1999)
- Juliane (2000)
- Askepop - the movie (2003)
- Bølle Bob og Smukke Sally (2005)